# 箸休め
箸休め（はしやすめ）は、日本料理中に見られる料理（おかずや惣菜）の一形態で、食事の途中で気分転換や口の中をさっぱりさせるために供されるものである。例えば、刺身などのメイン料理に揚げ物が付け合わせとして用意される。

## 概要
箸休めは、日本料理（和食）の形態において主体となる料理の間に出される小品料理で、前後の料理の風味をより楽しむために出されるものである。和食では、それぞれの料理を各々個別の食器に盛り付け、料理の数を「何皿」など食器の数で表すが、箸休めの場合は小鉢や小皿に少量盛り付けられたりなどする。さっぱりとした酢の物のほか、茶碗蒸しや吸い物・漬物・和え物などといった淡い風味の料理が主であり、それ自体はコース料理の脇役的な位置づけにある。
その役割は前述のとおり、主役となる料理を引き立たせるものであるが、酒肴などではこういった小品料理を単独ないし幾つか控えめに出して、酒を楽しむことも行われる。
なお家庭料理の範疇では、前述の改まった和食ほど「口をさっぱりさせる」などの効果は重視されず、専ら他の料理に添えて出され口を楽しませる小品料理全般が箸休めとみなされ、その場合においては「食事のおかずにも酒肴にも適したレシピ」という位置付けが見受けられる。

## 転用
料理においては箸休めは主題となる料理を引き立たせるために出される小品料理であるが、転じて余談や閑話など主題となるものに挿入される「小話」を箸休めと形容する場合がある。